# Tukaraneus palawanensis
Tukaraneus palawanensis là một loài nhện trong họ Araneidae.
Loài này thuộc chi Tukaraneus. Tukaraneus palawanensis được Alberto Barrion & James A. Litsinger miêu tả năm 1995.